# Сакаї Тосіро
Сакаї Тосіро (нар. 23 листопада 1947) — колишній японський тенісист.
Найвищу одиночну позицію світового рейтингу — 75 місце досяг 15 жовтня 1973 року.
Найвищим досягненням на турнірах Великого шолома був чвертьфінал в парному розряді.

## Фінали Гран-прі за кар'єру

### Одиночний розряд: 1 (0–1)
| Результат | W/L | Дата     | Турнір        | Покриття | Суперник     | Рахунок  |
| --------- | --- | -------- | ------------- | -------- | ------------ | -------- |
| Поразка   | 0–1 | Жов 1973 | Осака, Японія | Тверде   | Кен Роузволл | 2–6, 4–6 |

### Парний розряд: 1 (0–1)
| Результат | W/L | Дата     | Турнір                         | Покриття | Партнер       | Суперники              | Рахунок  |
| --------- | --- | -------- | ------------------------------ | -------- | ------------- | ---------------------- | -------- |
| Поразка   | 0–1 | Лип 1974 | Дюссельдорф, Західна Німеччина | Ґрунт    | Хіраї Кен'їті | Їржі Гржебець Ян Кодеш | 1–6, 4–6 |